# Nanos minutus
Nanos minutus là một loài bọ cánh cứng trong họ Bọ hung (Scarabaeidae).